# Ochránce (Star Trek: Vesmírná loď Voyager)
Ochránce (v anglickém originále Caretaker) je úvodní dvojepizoda seriálu Star Trek: Vesmírná loď Voyager. Poprvé byla odvysílána 16. ledna 1995 na televizi UPN. Později byla pro vysílání na jiných televizních stanicích rozdělena na dvě samostatné epizody.

## Příběh
Počátkem roku 2371 byla vyslána z vesmírné stanice Deep Space Nine hvězdná loď USS Voyager s rozkazem letět do oblasti Badlands a nalézt zmizelou makistickou loď. Po vstupu do oblasti je však loď skenována tetryonovým paprskem z neznámého zdroje a poté zasažena tlakovou vlnou, šlo o nějaký druh polarizované magnetické variace.
Když se posádka vzpamatuje, zjistí, že se nacházejí v Delta kvadrantu, přes 70 000 světelných let od prostoru Federace. Někteří jsou mrtví včetně prvního důstojníka, šéfa bezpečnosti, hlavního inženýra a zdravotnického personálu. Přeživší se tak musí spoléhat na Pohotovostní zdravotnický hologram. Brzy nato jsou bytostí nazvanou Ochránce přeneseni na nedalekou obrovskou vesmírnou stanici do holografické simulace, což však prokouknou a následně se setkávají s hledanými Makisty, kteří jsou v bezvědomí a jsou na nich zde prováděny podivné lékařské experimenty. Než může posádka Voyageru nějak zareagovat, stane se jim totéž, co Makistům. Později se obě posádky opět probudí na svých lodích, ale každé chybí jeden člen posádky; na Voyageru Harry Kim a na makistické lodi B'Elanna Torresová. Další vyjednávání s Ochráncem nikam nevede, protože tvrdí, že nemá čas. Kapitán Janewayová nabídne makistickému veliteli Chakotayovi spojení obou jejich posádek za účelem nalezení chybějících členů obou posádek a návratu domů do Alfa kvadrantu.
Obě lodě následují pulzy energie, které posílá stanice na blízkou vyprahlou planetu. Během cesty potkají Neelixe, vesmírného obchodníka, který je ochotný jim pomoci výměnou za záchranu jeho společnice Okampy Kes z rukou násilnických Kazonů, kteří obývají povrch planety. Kes vypoví, že její lidé žijí v podzemním komplexu, kde se o ně stará Ochránce. Dodává jim energii a žádá od nich pouze, aby se starali o bytosti, které k nim sesílá, jež jsou infikovány podivnou nemocí, co se zdá nevyléčitelná. Když posádky zjistí, jak zachránit Kima a Torresovou, Ochránce přemístí stanici blíže k planetě a začne k ní vysílat smrtící pulzy energie. Tuvok vydedukuje, že Ochránce umírá a snaží se zajistit, aby Okampové byli v bezpečí tím, že zničí všechny možné přístupy do podzemního komplexu. Čas se krátí. Výsadkový tým se transportuje dovnitř trhlinami ve štítu, který komplex chrání, aby zachránili Kima a Torresovou.
Mezitím je opět učiněn pokus domluvit se s Ochráncem, aby je přesunul zpět do Alfa kvadrantu. Ten přizná, že patří k mimozemské rase, jejíž technologie dávno předtím vážně narušila atmosféru planety Okampů. Aby svou chybu napravili, dva z nich byli vybráni, aby se o Okampy starali. Jeho partnerka však již dávno odešla a on na svůj úkol zůstal sám. Stanici využíval, aby vyhledával a testoval různé druhy ze vzdálených sektorů galaxie, zda by mohli mít potenciál mu pomoci se reprodukovat a vytvořit tak potomka, který by dokázal se o stanici a o Okampy starat. Podivná nemoc Kima a Torresové byl pak následek tohoto testu. Vzhledem ke své nadcházející smrti zapnul na stanici autodestrukční sekvenci, aby její technologie nepadla do rukou Kazonů. Když umírá, je Voyager s makistickou lodí napaden kazonskými loděmi. Janewayová a Chakotay společně organizují protiútok, aby ochránili stanici. Chakotay obětuje svou loď, aby zničil jednu z kazonských lodí, ale její zbytky zasáhnou stanici a vyřadí její autodestrukční sekvenci. Janewayová se rozhodne respektovat Ochráncova přání a přikáže stanici zničit, ačkoliv byla jejich jedinou šancí na návrat domů. Kazonská flotila se pak stáhne z bitvy.
Voyager se tak vydává na 75letou cestu zpět do Alfa kvadrantu. Janewayová integruje makistickou posádku do své vlastní a Chakotay se stává jejím prvním důstojníkem. Přijímá také nabídku Neelixe a Kes, že zůstanou na palubě a budou jim dělat v této části vesmíru průvodce.

## Produkce
Herečkou, která hrála první dva dny natáčení kapitána jménem Nicol Janewayová, byla Geneviève Bujold. Byla však nahrazena Kate Mulgrew coby Kathryn Janewayovou. Několik scén s Bujold se nachází v bonusech DVD první sezóny seriálu.
Pro Roberta Duncanna McNeilla to nebylo první účinkování v sérii Star Trek. Již účinkoval předtím jednou v roli kadeta Hvězdné flotily Nicka Lorcarna v dílu 5 série TNG nazvaném Základní povinnost. S Lorcarnem má postava Toma Parise několik společných motivů: Oba dva byli piloti a oba dva se dopustili v rozhodné chvíli zásadní chyby, která měla na svědomí lidské životy. Oproti Parisovi, který se ke svému činu přiznal však Lorcarno se snažil svou situaci ututlat, což se mu však díky úsilí kapitána Picarda a přiznání jemu podřízeného kadeta Wesleyho Crushera nepodařilo a vedlo to k jeho vyloučení z Akademie i z Hvězdné flotily. Původně měl mít McNeill přímo úlohu Lorcarna, ale produkce nakonec změnila plány z toho důvodu, že původní autor postavy požadoval neskutečně velkou sumu za autorská práva na každý díl seriálu.